# Чарг, Анастасия
Анастасия (Настасия, Настасья, Настаська, Настасия) Чарг (Чагривна) (ум. 1171) — любовница галицкого князя Ярослава Владимировича Осмомысла; мать внебрачного сына князя — Олега Ярославовича.
Во время противостояния Ярослава Владимировича с галицкими боярами, которые, по примеру соседней польской и венгерской знати, сплотились в могущественную и богатую аристократию, Анастасия с сыном оказались на линии огня, ибо распря между Ярославом и боярами особенно обострилась во время разрыва Ярослава с его женой Ольгой Юрьевной, которую он в 1171 году принудил к бегству вместе с сыном её Владимиром в Польшу. Ярослав любил Анастасию, и отдавал предпочтение ей и её сыну Олегу перед законными супругой и сыном Владимиром.
Недовольные бояре устроили в Галиче мятеж, схватили и сожгли заживо Анастасию, как ведьму, околдовавшую князя, а сын её послан в заточение; самого же князя принудили дать клятву, что он впредь будет жить в согласии с законной супругой. В следующем году, однако, Ольга с сыном должны были бежать из Галича во Владимир. Позднее Ярославу Осмомыслу удалось восстановить свою власть над боярами и примириться с сыном Владимиром. Тем не менее князь продолжал оказывать предпочтение Олегу и, умирая, оставил в 1187 году главный стол (Галич) незаконному сыну, Олегу, а старшему и законному, Владимиру — маленький Перемышль. Земское вече галичское не смело ослушаться этого распоряжения. Позднее бояре прогнали Олега и посадили в Галиче Владимира, Олег же сбежал в Овруч под крыло Рюрика Ростиславича. Дальнейшая его судьба в точности неизвестна.